# فیلیپ نریکو دتوش
فیلیپ نِریکو دِتوش (به فرانسوی: Philippe Néricault Destouches) کمدین و نمایش‌نامه نویس قرن هفدهم میلادی اهل فرانسه است.